# Littérature sicilienne
La littérature sicilienne comprend tous les textes littéraires écrits en langue sicilienne, une langue qui s'est développée en Sicile du XIIIe siècle à nos jours. Elle a pour origine une composante populaire importante, car pendant des siècles, la production orale a supplanté l'écriture. Les chercheurs sont donc confrontés à un faible nombre de documents écrits d'une grande valeur littéraire mais à une tradition populaire importante qui a été codifiée seulement au XIXe siècle.

## Histoire

### Origines
Un des personnages les plus connus de la littérature populaire sicilienne est Giufà. Ce nom dérive de Giovanni, d'abord transformé en Goivà puis en Giufà. L'écrivain et chercheur de la langue sicilienne, Giuseppe Pitrè, dans son livre Racconti Popolari Siciliani, a traité l'histoire de ce personnage, rendu célèbre par ses histoires transmises de génération en génération et connu par la majeure partie des Siciliens au XXIe siècle.
Les deux premiers textes entièrement en sicilien sont deux recettes conservées dans un manuscrit français, une pour créer la couleur azur et une pour apaiser le désir sexuel. Les textes ont été étudiés par Antonino Pagliaro.

### École sicilienne
Les premiers écrits en sicilien vulgaire remonte au XIIIe siècle quand s'affirme auprès de la cour de Frédéric II et se développe, par la suite, sous le règne de son fils Manfred, l'école sicilienne. Il s'agit d'un groupe de fonctionnaires d'État qui cultivent la poésie sur les thèmes de l'amour et reprennent le lyrisme des poètes provençaux, les troubadours.
Il ne reste que deux textes du sicilien vulgaire original, sauvés par Giovanni Maria Barbieri : Pir meu cori alligrari de Stefano Protonotaro (it) de Messine et S'iu truvassi Pietati d'Enzio, fils de Frédéric. Toutes les autres poésies sont traduites en florentin par des copistes toscans, qui vont les conserver dans des manuscrits, parmi lesquels le Vaticano Latino 3793 et le Laurenziano Rediano 9.
Parmi les autres poètes, on trouve Giacomo da Lentini, considéré comme le chef de file et aussi l'inventeur du sonnet et Cielo d'Alcamo, auteur de Rosa fresca aulentissima (it) en 1231. Il y a aussi les Messinesi Guido delle Colonne, Mazzeo di Ricco, Odo delle Colonne, Ruggieri d'Amici (it) et Tommaso di Sasso, originaire de la Campanie, Rinaldo d'Aquino (it) et Pier della Vigna, le Lentinesi Arrigo Testa, le Pisan Jacopo Mostacci, le Génois Perceval Doria, le Toscan Compagnetto da Prato, originaire des Pouilles Giacomino Pugliese (it), le Français Jean de Brienne et le Piémontais Paganino da Serzana.
Dante Alighieri, son douzième chapitre du premier livre de son traité du De vulgari eloquentia, rappelle le sicilien vulgaire comme parmi les plus illustres italiens vulgaires de la période.
« Il volgare siciliano si attribuisce fama superiore a tutti gli altri per queste ragioni: che tutto quanto gli Italiani producono in fatto di poesia si chiama siciliano. »
« Le sicilien vulgaire bénéficie d'une réputation supérieure à tous les autres pour cette raison : que tout ce que les Italiens produisent en termes de poésie s'appelle sicilien. »
La citation de Dante souligne la réputation des poètes de l'école sicilienne auprès de ses contemporains. Cependant immédiatement après, le poète explique qu'il n'est pas en train d'écrire sur le vulgaire du peuple mais des intellectuels.

### XIVesiècle
L'école sicilienne est suivie d'une période de stagnation culturelle, auxquels contribuent les dirigeants : les Angevins n'ont pas l'intérêt de Frédéric II pour l'île et la culture n'est pas promue. Au XIVe siècle, la production littéraire se concentre principalement sur les textes de dévotion, parmi eux la traduction de l'Évangile selon Matthieu.
Quelques-uns des textes littéraires composées dans ce siècle sont : les traductions du latin faites par le moine Johanni Campulu (dialogues de saint-Grégoire), Accurso di Cremona, un ouvrage de l'historien Valerio Massimo, et Angelo di Capua (l'Énéide).
La traduction des exempla de Factorum et dictorum memorabilium libri IX de Valerio Massimo, réalisée vers 1320, est consacrée à Pierre II de Sicile. Il est l'un des rares ouvrages médiévaux à posséder une préface. L'auteur est un mastru in li arti, originaire de Crémone et faisant partie de la cour de Sicile. Le titre original est Libru di Valeriu Maximu, translatatu in vulgar messinisi per Accursu di Cremona. En ce qui concerne l'Énéide, Angelo di Capua s'inspire d'une traduction toscane pour une transposition de l'œuvre de Virgile en langue vulgaire. L'édition moderne est de Gianfranco Folena.
La production d'articles scientifiques est elle représentée par huit livres, dont le Thesaurus pauperum d'Arnoldo di Villanova et l'Antidotarium Nicolari.

### XVesiècle
Le reprise de l'activité se fait grâce au travail de Pétrarque, qui avec son Canzoniere influence grandement la production littéraire sicilienne, donnant lieu à un soi-disant dialecte ou idiolecte « pétrarquisant ». Les premiers représentants de ce mouvement sont Vilardo Di Rocco, Matteo Torello et Rocco Corbera.
En 1477, c'est une livre de recettes attribué à Luca di Silo, qui regroupe un grand nombre de textes anciens relatifs à divers sujets, avec des formules presque magiques. Il s'agit de reliques d'un savoir ancien, plus que de culture populaire. Le texte est principalement destiné aux médecins.

### XVIesiècle
Au cours du siècle, le courant pétrarquiste s'amplifie. Girolamo d'Avila, Filippo Paruta, Argisto Giuffredi, Tobiolo Benfari, Mariano Bonincontro et surtout Antonio Veneziano et Bartolomeo Asmundo en sont les protagonistes.
Le toscan supplante progressivement le latin. Les œuvres en sicilien sont rares.
Antonio Veneziano témoigne par sa vie aventureuse et ses œuvres anti-conformistes d'un esprit agité. Il est connu pour l'éloge à Celia, écrit en sicilien, qui le place parmi les pétrarquistes, ainsi que par de nombreuses satires. Il est encore présent avec ses continuateurs du siècle suivant dans des chansonniers comme celui du ms. 603 de Chantilly étudié par T. Zanon (thèse dirigée par A.M. Babbi et J.C. Vegliante - voir n.3 ci-dessous).
Le réformateur de l'étude de Catane Bartolomeo Asmundo, quant à lui, écrit une centaine de chansons de thème sacré et profane qui sont lues et traduites par Pietro Bembo.
Parallèlement au pétrarquisme, se développe l'œuvre de Vincenzo Belando, connu comme l'auteur de Lettera faceta e chiribizzosa a la Gratiana, un recueil de textes et de poèmes peu décents, et de quelques comédies.

### XVIIesiècle
Le mouvement des pétrarquistes se termine avec Francesco Balducci, auteur d'une vingtaine de chansons, et l'élève Simone Rau e Requesens (it), poètes actifs au XVIIe siècle. Les poésies de ce mouvement sont recueillies dans une centaine de chansonniers. Parmi ceux-ci, le plus célèbre est Le Muse Siciliane, composé par Giuseppe Galeano (d) et publié en 1645 dans un recueil d'un grand nombre de poèmes de 21 auteurs différents.
Les autres personnalités de premier plan du XVIIe siècle sicilien sont Tommaso Aversa, qui se fait principalement connaitre par la comédie La notti di Palermu et qui écrit de nombreux poèmes et une traduction de l'Énéide de Virgile, et le poète Paolo Maura (it), l'auteur du poème autobiographique La Pigghiata (La capture). Il convient de signaler Pietro Fullone (it), éclectique auteur de textes satiriques et d'inspiration religieuse.

### Poésie duXVIIIesiècle
La seconde période d’or de la poésie sicilienne se déroule du XVIIIe siècle au XIXe siècle. À Palerme, Giovanni Meli s'affirme, il est le principal membre de l'Académie d'Arcadie en Sicile et un des auteurs les plus prolifiques.
Dans la même période, Domenico Tempio œuvre à Catane, auteur de poèmes et de nombreuses poésies satiriques et licencieuses. Parmi les autres poètes, on compte Giuseppe Marraffino et Vincenzo Cardile.

### Théâtre en dialecte

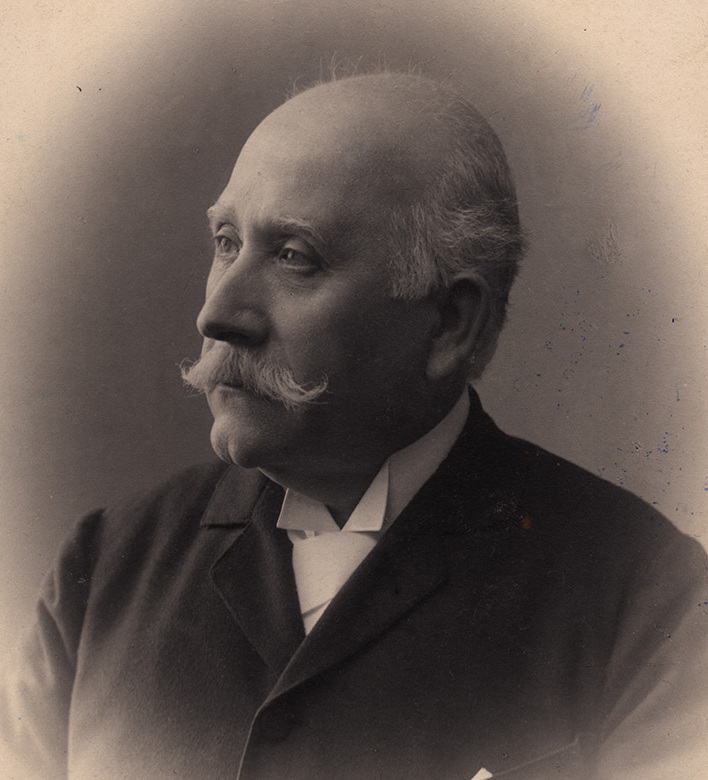
Luigi Capuana

Au XIXe siècle, le catane Giovanni Verga développe le vérisme, version italienne du naturalisme provenant de la France en vogue au cours de ces années.
C'est cependant Luigi Capuana qui le développe en sicilien au travers d'œuvres théâtrales. La plus importante, Malìa, est mise en scène par Giovanni Grasso et en musique par Francesco Paolo Frontini. Ses comédies sont rassemblés dans Teatro dialettale siciliano, de 1910-1921.

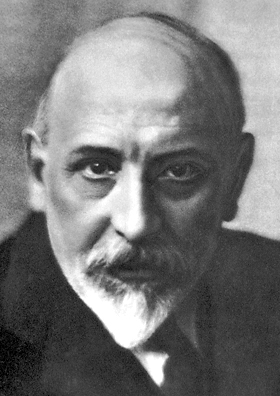
Luigi Pirandello

Le théâtre devient ainsi l'élément expressif privilégié de la littérature en sicilien. Le début du XXe siècle est dominé par le prix Nobel Luigi Pirandello. En plus d'être une pierre angulaire de la littérature italienne, l'agrigentino écrit plusieurs pièces de théâtre célèbres en Sicile, parmi celles-ci Liola et Pensaci, Giacomino!, mises en scène par Angelo Musco.
En outre, les pièces de Nino Martoglio (poète, écrivain, journaliste, directeur de théâtre et de cinéma) contribuent également à la renaissance du teatro dialettale sicilien (théâtre en dialecte), qui est porté vers l'avant tout au long du siècle par de nombreux auteurs. Les principaux représentants sont Giambattista Spampinato, Giovanni Formisano Jr et Agata Giardina. Alfredo Mazzone, quant à lui, avec son teatro di riviviscenza a mis en scène les meilleures transpositions théâtrales des œuvres de Verga et il a également écrit des ouvrages publiés seulement en 2002.

### XXesiècle
En 1904, l'ex-garibaldien Tommaso Cannizzaro publie la traduction en sicilien de la Divine Comédie de Dante. Son travail titanesque a été repris de nouveau par le père Domenico Canalella, qui a traduit l'Iliade et l'Odyssée d'Homère.
Après la Première Guerre mondiale, Ignazio Buttitta commence sa carrière de poète en dialecte, ce qui en fait un symbole de la recherche des valeurs perdues de la langue sicilienne. À ses côtés se trouvent des dizaines de poètes mineurs, des amateurs qui font tout leur possible pour récupérer les traditions. Vann'Antò est l'un de ceux-ci, qui s'inspire des paysages ruraux puis il y a Vincenzo De Simone, Vanni Pucci, Alessio Di Giovanni, Vito Mercadante, le groupe de catanesi Giovanni Formisano, Alfredo Danese, Salvatore Camilleri, Antonino Magrì et Maria Sciavarrello.
Dans l'après-guerre, l'autrice sicilienne Livia De Stefani est la première femme de lettres à mettre en scène dans La Vigne aux raisins noirs ou La mafia alle mie spalle la mafia dans des intrigues dénonçant les pesanteurs des traditions et du patriarcat dans la paysannerie sicilienne. Bien qu'écrivant en italien, elle déclare que sa « sicilianité » a été déterminante dans l'écriture de ses romans.

### XXIesiècle
Andrea Camilleri, dramaturge et romancier qui a réussi à trouver un moyen de répandre le sicilien en Italie et dans le monde est un des écrivains majeurs. Ses romans sont écrits dans une langue très particulière, avec une syntaxe et un vocabulaire résolument sicilien à mi-chemin entre l'italien et le sicilien, de manière à être compris même par ceux qui parlent l'italien sans avoir besoin de traduction. Le talent de ce conteur a permis une large diffusion même à l'étranger. Dans l'imaginaire collectif, Camilleri est associé au personnage Salvo Montalbano, commissaire de la ville imaginaire de Vigata.
Domenico Alvise Galletto, poète dialectal, qui est l'auteur de chansons, pièces de théâtre, essais, poésie et livres de recherche sur les traditions populaires.
Il est le fondateur de la compagnie de théâtre Maschere Vive et interprète et metteur en scène de ses pièces.

## Sources
- (it) Cet article est partiellement ou en totalité issu de l’article de Wikipédia en italien intitulé « Letteratura siciliana » (voir la liste des auteurs).